# Chlorochaeta serrulata
Chlorochaeta serrulata är en fjärilsart som beskrevs av Fletcher 1963. Chlorochaeta serrulata ingår i släktet Chlorochaeta och familjen mätare. Inga underarter finns listade i Catalogue of Life.